# 二程全書
《二程全書》是北宋程颢、程颐的著作合集。
包括朱熹编定的二程语录《二程遗書》二十五卷并附录一卷、《二程外书》十二卷、诗文杂著《明道先生文集》五卷、《伊川先生文集》八卷，二程的《程氏经说》八卷，程颐《周易程氏传》四卷，二程门人杨十、张栻所编的二程语录《二程粹言》二卷。明清时，这些著作合并刊行，号称《二程全书》。清朝同治年间涂宗瀛的刻本最好。1981年中华书局据涂宗瀛本校勘标点，改名《二程集》。